# Daïra de Barika
La Daïra de Barika  est une daïra de la wilaya de Batna. Son chef-lieu est la commune éponyme de Barika.

## Localisation
La daïra est située au sud-ouest de la wilaya de Batna.

## Communes de la daïra
La daïra est composée de trois communes : M'doukel, Barika et Bitam.